# Upogebione ovalis
Upogebione ovalis är en kräftdjursart som först beskrevs av Hugo Frederik Nierstrasz och Brender a Brandis 1931.  Upogebione ovalis ingår i släktet Upogebione och familjen Bopyridae. Inga underarter finns listade i Catalogue of Life.